# (14948) Bartuška
(14948) Bartuška est un astéroïde de la ceinture principale.

## Description
(14948) Bartuška est un astéroïde de la ceinture principale Il fut découvert le 16 janvier 1996 à l'observatoire Kleť par Jana Tichá et Miloš Tichý. Il présente une orbite caractérisée par un demi-grand axe de 2,28 UA, une excentricité de 0,21 et une inclinaison de 6,1° par rapport à l'écliptique.

## Étymologie
Cet astéroïde est nommé en l'honneur de Josef Bartuška (1898–1963).